# 林绍文
林绍文（1907年—1990年），中國福建漳州人，生物学家，海洋学家，中国水产学奠基人之一，曾任教于山东大学。

## 生平
1930年毕业于燕京大学生物系及研究院，1933年毕业于美国康奈尔大学，获哲学博士学位。1933年-1947年担任厦门大学副教授、国立山东大学生物系教授兼主任、国立贵阳医学院生物形态学系教授及主任，并兼省立贵阳科学馆馆长。1947年-1949年组建农林部中央水产实验所（黄海水产研究所前身），并任所长。1949年后，任联合国粮农组织渔业技术专家和亚洲及远东地区渔业养殖专家、台湾农复会渔业组顾问、美国华盛顿大学渔业学院客座教授、迈阿密大学海洋及大气学院名誉教授。

## 外部連結
- “淡水虾养殖之父”林绍文